# CRAZY BUMP'S 〜かっとびカーバトル!〜
『CRAZY BUMP'S 〜かっとびカーバトル!〜』（クレイジーバンプ かっとびカーバトル、原題:Smuggler's Run、スマグラーズ・ラン)とは、2000年12月28日にシスコンエンタテイメントからPlayStation 2にて発売されたオープンワールド型のカーアクションレースゲーム。
Angel Studio（現:ロックスター・サンディエゴ）が開発した『Smuggler's Run』の日本版でロックスター・ゲームス社が発売していた。海外ではゲームボーイアドバンス版の他、続編に『スマグラーズ・ラン2』（ニンテンドーゲームキューブ版のタイトルは『スマグラーズ・ラン:ウォーゾーン』）がある。

## 概要
バギーやSUVやピックアップトラックなど性能の違う6種類のオフロードマシンに乗り、森林、砂漠、雪原の3つからなる広大で起伏に豊んだステージで、国境警備隊の目をかわし、荷物を狙う、他のライバルであるギャングやテロリストの組織の追手から逃げ切り、任務を遂行する。また運ぶ積荷の内容によっては他の組織の行動が違って来たり、受け取る報酬も変わって来る。
組織は主人公が所属する政府や軍から仕事を受けるプロの運び屋集団「フォーゴトゥン」、密輸を手掛ける「オーグラディー」、メキシコ人ギャング集団の「シエラ カルテル」、革命運動に燃える南米ギャング集団「A20's」、革命を目指すフランス系カナダ人の集団「ケベスコ」などと国境警備隊からなる。

## ストーリー
プロのトップレーサーだった主人公は「フォーゴトゥン」と言うプロの運び屋集団のボスに頼まれ、任務である武器や高性能コンピューター、機密事項など国家機密の荷物を密輸して運ぶ、運び屋として悪事(違法)を働く事となる…。

## マップ
ゲームは森林、砂漠、雪原からなるオープンワールドタイプのカーアクションゲームで道路上などでは一般車(日本版を除く)も走っている。
ストーリーに沿って任務を進めていく「ミッションモード」とシングルバトル、チームバトル、チェックポイントレースの3つのバトルからなる「バトルモード」、敵や制限時間なしで、好きに森林、砂漠、雪原の3つのステージを自由走行が出来る「フリーモード」の3つのモードからなる。「バトルモード」と「フリーモード」では2人同時プレイ(オンライン)も可能。

## 日本版の規制
また、日本版では変更されて、ステージ上に車や人、動物の姿が一切ない。
海外版では町・集落に人が歩いてたり、鹿や牛などの動物もいて、車が突っ込むと人や動物を轢き殺す事が出来た。

## 『GTAV』との共通点
また、自社の『グランド・セフト・オートV』のGTAオンラインのDLCでも「GTAオンライン:Smuggler's Run」が追加された。